# Ringnes

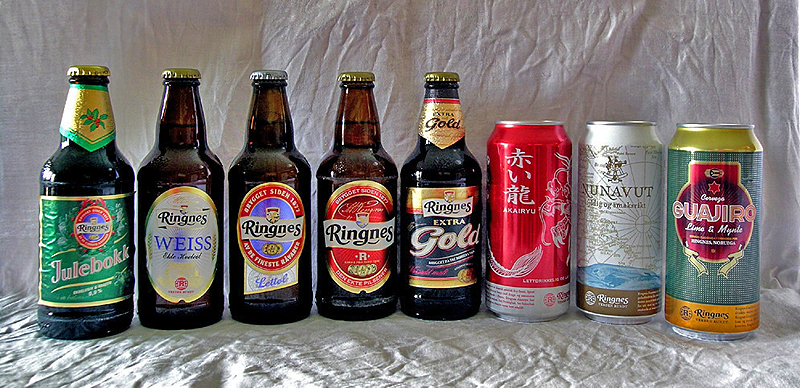
Bières Ringnes.

Ringnes est la principale brasserie de Norvège. 

## Histoire
Fondée en 1876, la brasserie produit sa première bière à Oslo en 1877. La société est fondée par les frères Amund et Ellef Ringnes (Amund était le brasseur et Ellef était chargé de l'administration et de la commercialisation), aux côtés du directeur financier Axel Heiberg.  Elle appartient au groupe Carlsberg depuis 2009.